# Chapelle Sainte-Catherine d'Iekaterinbourg
 (juin 2024).
La chapelle Sainte-Catherine (Часовня Святой Екатерины) est une chapelle orthodoxe située dans le centre-ville d'Ekaterinbourg, place du Travail. Elle est dédiée à sainte Catherine, patronne de la ville, et construite en 1997-1998 selon les plans de l'architecte Alexandre Dolgov, à l'emplacement de la cathédrale Sainte-Catherine, démolie en 1930 par les autorités communistes.

## Histoire
Après la démolition de la cathédrale Sainte-Catherine, les autorités municipales aménagent à sa place la place du Travail, avec un square au milieu duquel est installé un bassin du nom de «la fleur de pierre» (d'après un conte russe).
En 1997, on érige à l'emplacement de l'endroit où se trouvait autrefois l'autel de la cathédrale Sainte-Catherine une grande croix de métal. Le maire d'Ekaterinbourg, Arkadi Tchernetski signe la même année le permis de construire de la chapelle. L'architecte sélectionné est Alexandre Dolgov et les travaux sont financés par le fond « institut d'histoire et d'archéologie ». La chapelle est terminée en 1998 et bénie pour l'ouverture du public pour le jour marquant le 275e anniversaire de la fondation d'Ekaterinbourg. Cependant l'édifice n'est pas totalement terminé à cause de la crise financière de 1998 et la décoration intérieure telle qu'imaginée par Alexandre Dolgov n'est pas réalisée. Ce n'est qu'en 2015 qu'un installée la grande iconostase de bois que l'on peut voir aujourd'hui.
La chapelle est donnée en août 1998 à l'éparchie d'Ekaterinbourg et elle est consacrée le 7 décembre 1998, jour de la fête de sainte Catherine (correspondant au 25 novembre selon le calendrier julien). Les offices sont régulièrement célébrés entre 1998 et 2011, mais ce n'est que le 20 avril 2014 qu'a lieu la première liturgie divine pour Pâques.
On y installe en 2003 une capsule avec un peu de terre venant la sépulture du fondateur de la ville, Vassili Tatichtchev (enterré sur les terres du manoir de Boldino dans l'oblast de Moscou).
En 2010, l'éparchie d'Ekaterinbourg propose de faire construire contre la chapelle, une nouvelle cathédrale Sainte-Catherine telle qu'elle était avant sa démolition. Cela provoque des protestations d'associations et de citadins de la ville à cause du lieu protégé d'espaces verts. Finalement l'éparchie renonce à ses plans et les autorités municipales proposent un autre emplacement, la place d'Octobre, au bord de la rivière Isset, et le style architectural est prévu dans un style différent de l'original; mais le manifestations redoublent encore contre ce projet qui provoquerait la destruction d'un parc le long de la rivière. Elles culminent entre les mois de mars et juin 2019 et des arrestations ont lieu. Finalement le projet est ajourné. Le projet n'est pas réalisé à ce stade.

## Photographies

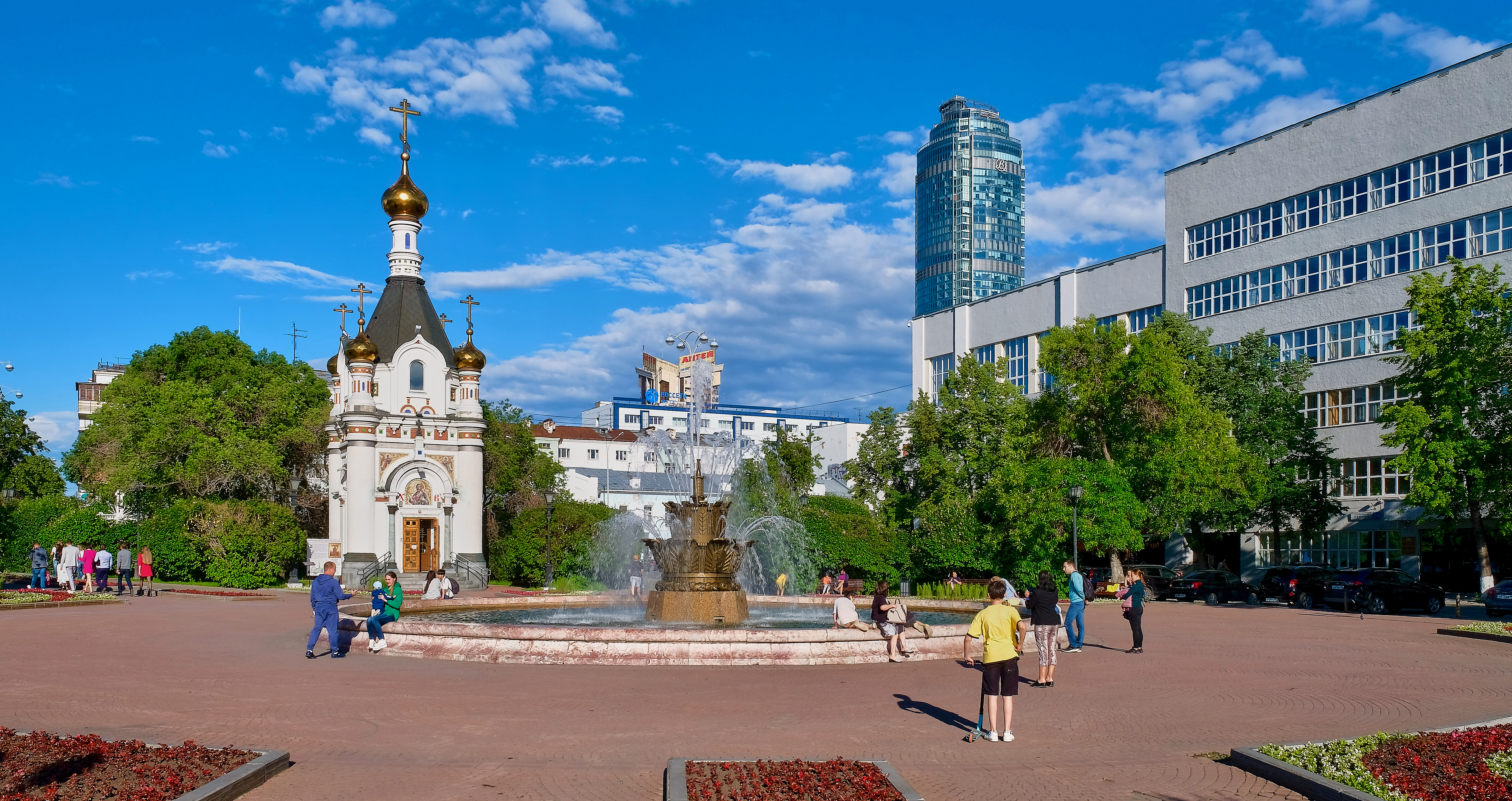
La chapelle avec la fontaine au mois de juin
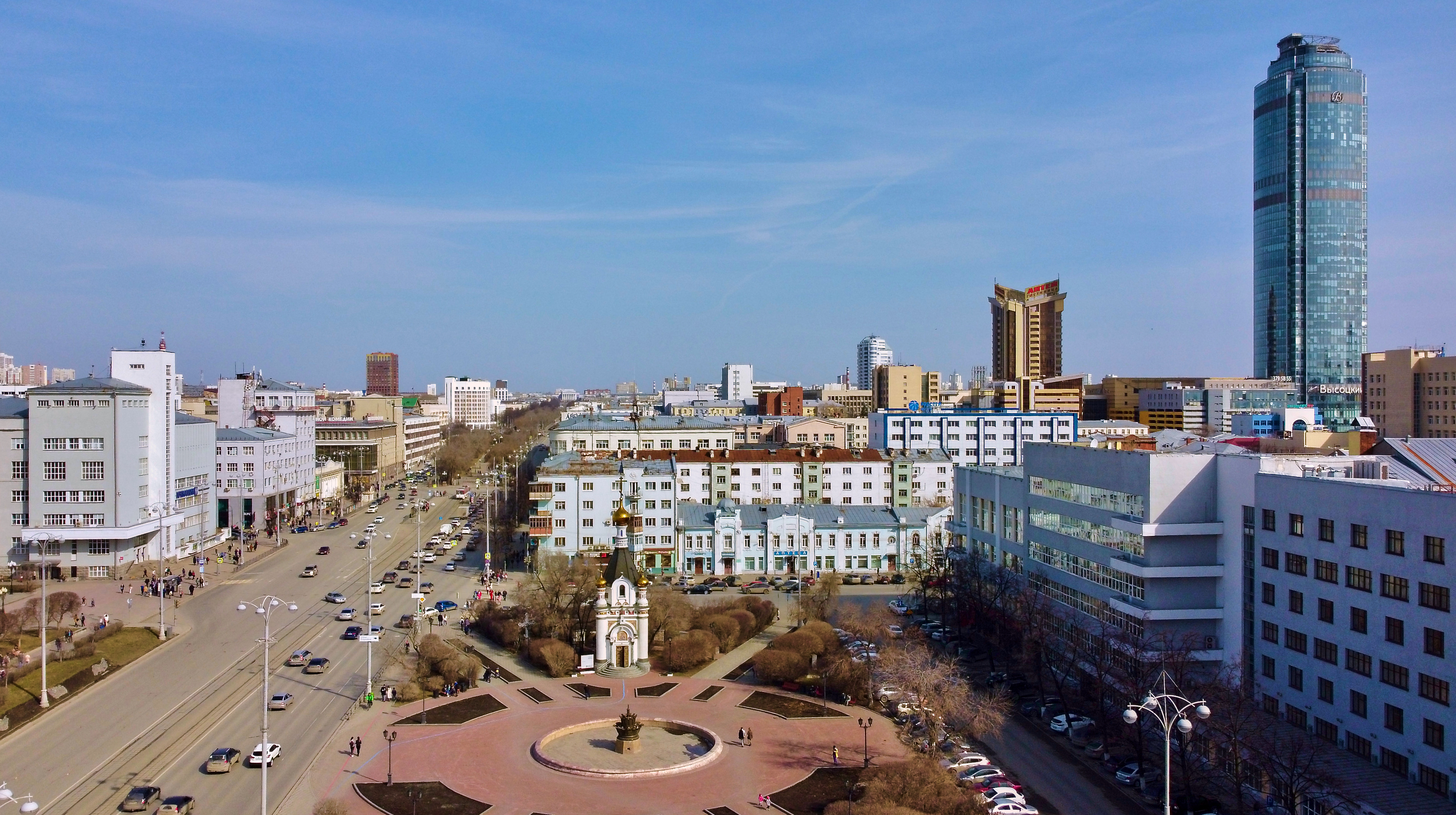
La place du Travail avec la chapelle
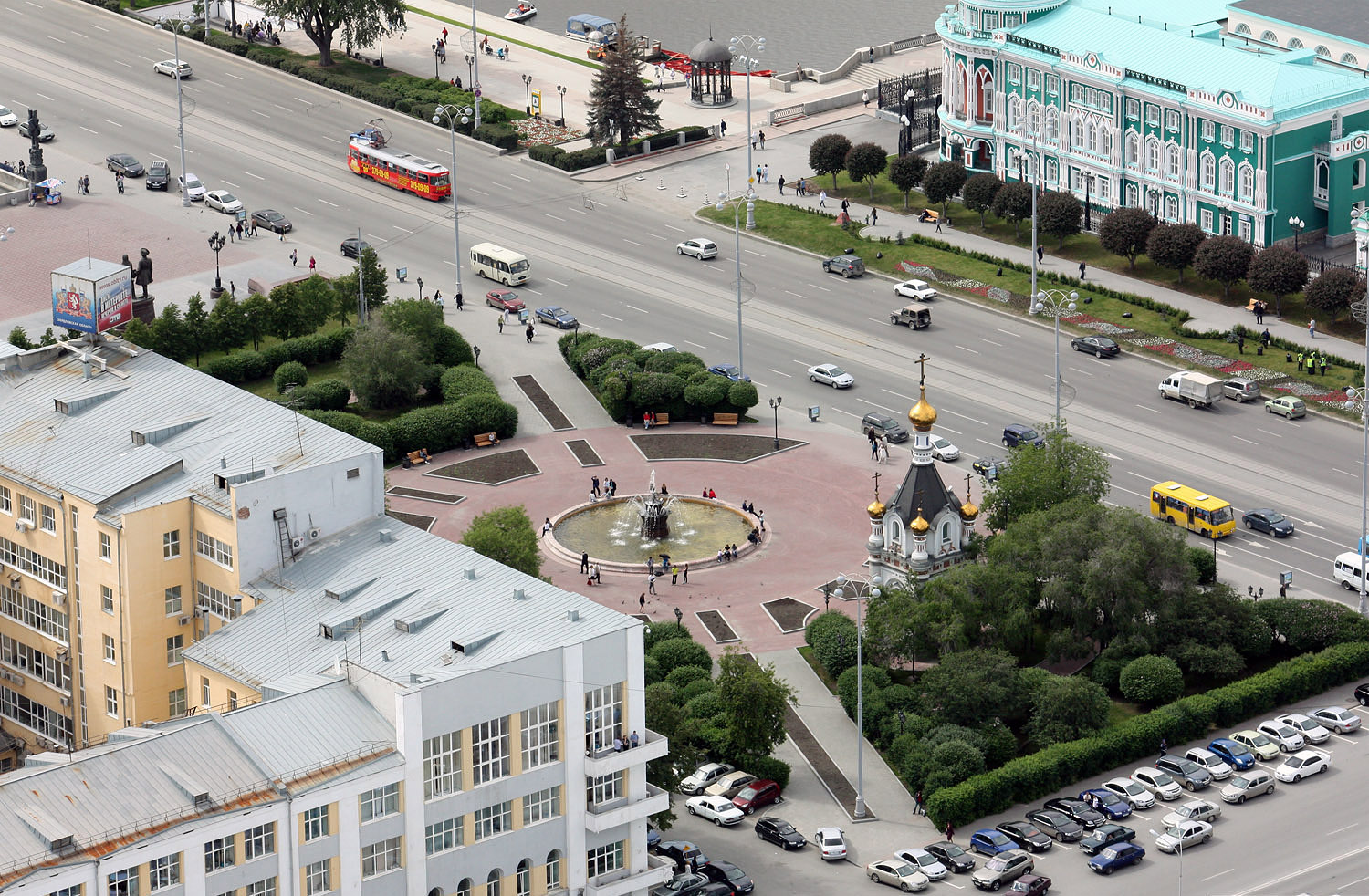
Vue aérienne de la place du Travail
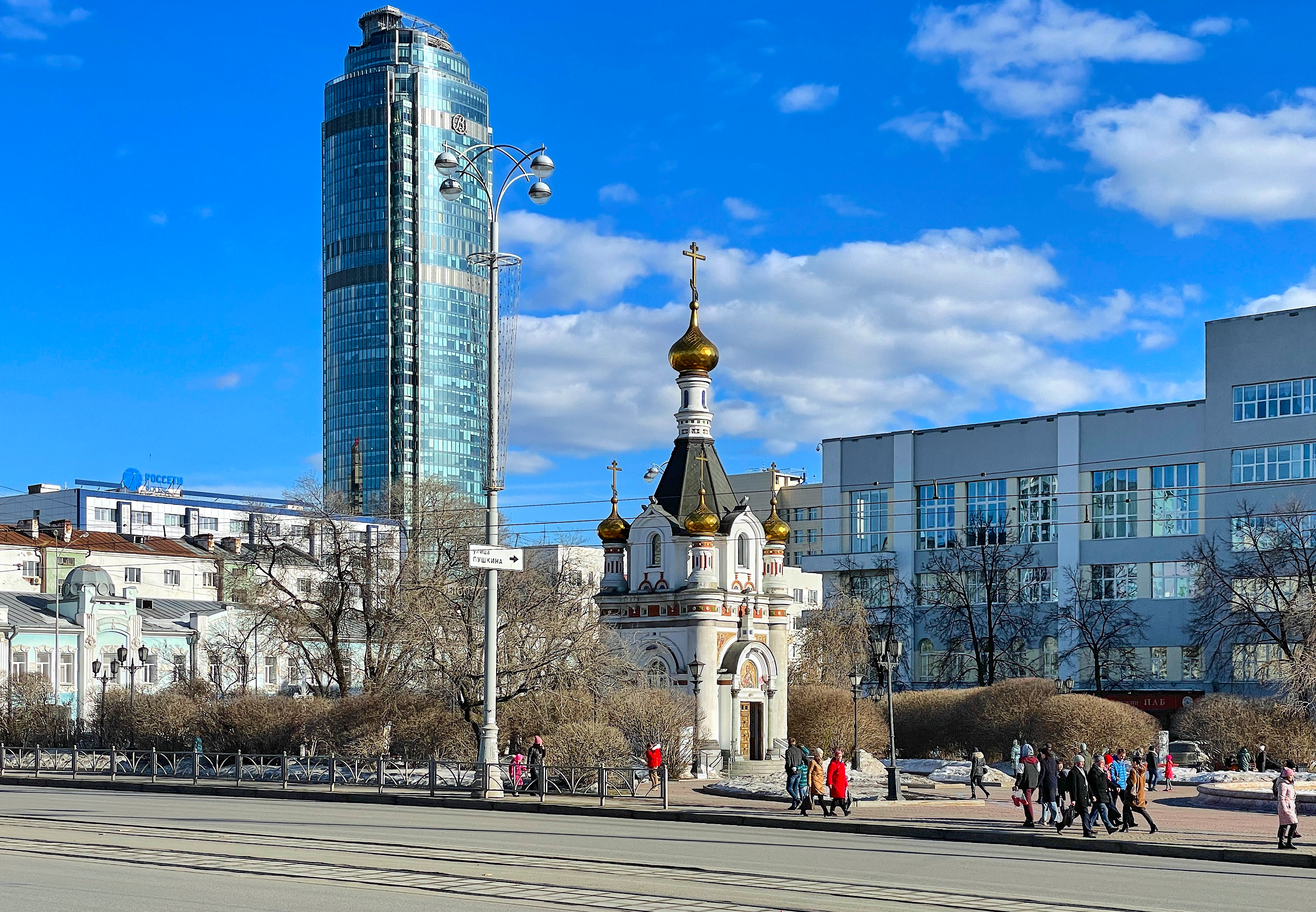
La chapelle vue de la chaussée
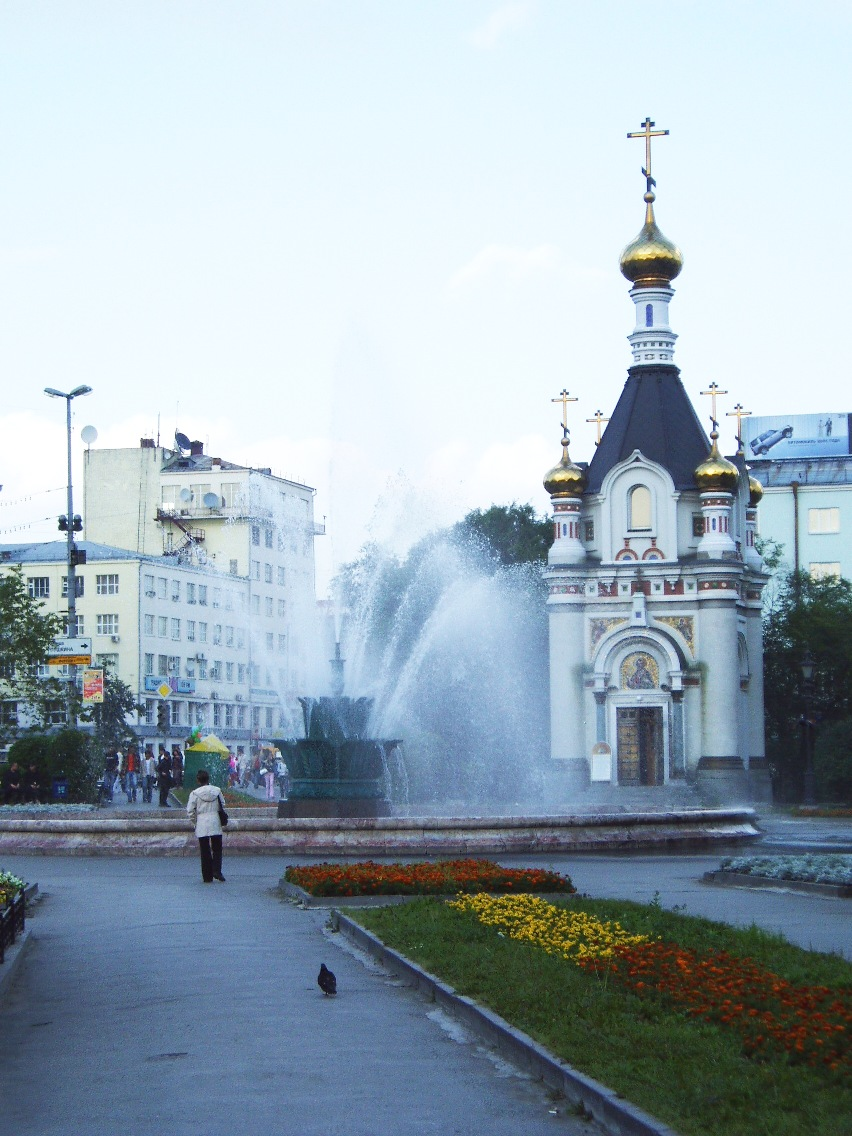
Vue avec le bassin.
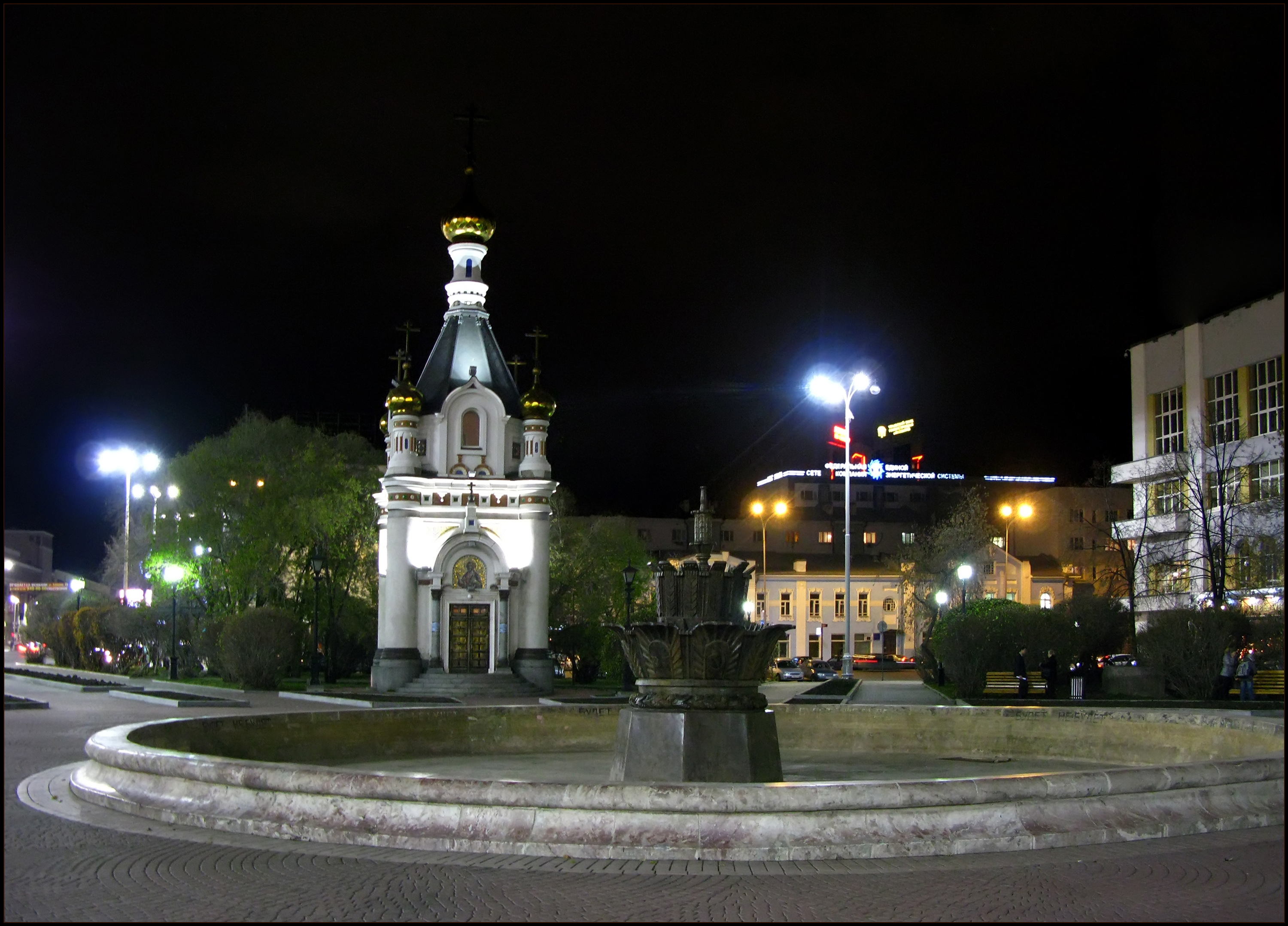
Vue de nuit.